# Réserves de la Banque de France
Les réserves de la Banque de France sont l'ensemble des réserves de change de la Banque de France. Elles sont constituées d'encaisses métalliques et de devises étrangères.

## Définition
La Banque de France joue le rôle, en tant que banque centrale, de lieu de réserve d'actifs pécuniaires et métalliques. Elle dispose de réserves dans son coffre fort, la Souterraine, ainsi que de réserves placées à l'étranger. Ces réserves font l'objet d'opérations de vente, ce qui les diminue ; les opérations d'achat de la banque sur les marchés les augmente. La Banque de France conserve des réserves au nom de l'État français, mais aussi d’États étrangers et d'organisations internationales.

## Histoire

### Second Empire
Entre 1852 et 1857, les réserves de la Banque de France équivalent à 17 millions de francs. Les réserves s'accroissent après 1857 et atteignent en 1865 le montant de 33 millions de francs.

### Des débuts de la Troisième République à la Première guerre mondiale
La Banque de France adopte une politique plus interventionniste sous la Troisième République, notamment dans le maniement de ses taux d'escompte. A la fin des années 1910, elle met en place une procédure facilitant les achats d'or afin de contrer l'augmentation du taux d'escompte de la Banque d'Angleterre, ce qui accroît ses réserves d'or.

### De la sortie de guerre à la Grande dépression
La Première Guerre mondiale a marqué un accroissement net de l'intervention de la Banque de France dans l'économie. Elle a financé l’État, provisoirement, à travers les avances au Trésor, qui ont conduit à une augmentation de l'inflation. Toutefois, entre 1920 et 1929, ce n'est qu'une part faible du bilan de la banque qui est constituée de crédits à l'économie.
|             | Banque de France | Banques commerciales |
| ----------- | ---------------- | -------------------- |
| 1920 - 1924 | 5                | 27,2                 |
| 1925 - 1929 | 5,2              | 53,6                 |

### De la Grande dépression à la Seconde guerre mondiale
Durant les années qui précèdent et suivent la Grande Dépression, la France met en oeuvre une politique de rachat massif d'or. Cela gonfle les réserves de la Banque de France, Ainsi, entre 1926 et 1932, la France passe de moins de 8 % du stock d'or mondial à plus de 26 %.
|               | Or   | Devises | Total | % des devises |
| ------------- | ---- | ------- | ----- | ------------- |
| Décembre 1928 | 31,9 | 32,6    | 64,6  | 50,4 %        |
| Décembre 1929 | 41,6 | 25,9    | 67,5  | 38,3 %        |
| Décembre 1930 | 53,5 | 26,1    | 79,7  | 32,8 %        |
| Août 1931     | 58,5 | 25,8    | 84,3  | 30,5 %        |
| Décembre 1931 | 68,8 | 20,2    | 89    | 22,6 %        |
| Décembre 1932 | 83   | 4,2     | 87,2  | 0,4 %         |
| Décembre 1933 | 77   | 0,9     | 78    | 0,1 %         |

En 1938, l'encaisse de la Banque de France est quasi intégralement une encaisse-or. Sa valeur en francs s'élève à 92,9 milliards, une valeur élevée du fait des dévaluations réalisées par le Front populaire.
|           | Banque de France | Banques commerciales |
| --------- | ---------------- | -------------------- |
| 1930-1934 | 7                | 58,4                 |
| 1934-1939 | 11,2             | 58,4                 |

### Régime de Vichy
Les réserves d'or de la Banque de France sont quasi-intégralement exfiltrées de la Souterraine après l'invasion de la France par l'Allemagne. Elles sont transportées dans les territoires ultramarins et dans les colonies. Le régime de Vichy n'a bien souvent pas la main sur ces réserves d'or. Quelques dizaines de tonnes, conservées en Afrique, sont utilisées par le régime pour payer des pays neutres dans le conflit, comme la Suisse, l'Argentine, etc.

### Quatrième République
Une proportion très faible de l'or de la Banque de France ne regagne pas la Souterraine à la Libération, du fait de la qualité de la protection assurée par les fonctionnaires de la banque centrale durant la guerre,. Le stock d'or de 1944 est ainsi quasiment identique à celui de 1940. La Libération est toutefois marquée par un remboursement aux autorités belges de 200 tonnes d'or, en dédommagement des tonnes que le pays avait confiées à la France et que Vichy avait livrées à l'Allemagne.
Le 14 janvier 1946, l'accord de Paris sur les réparations met en place une commission tripartite visant à gérer les demandes de restitution de l’or. Cette commission est composée de la France, du Royaume-Uni, et des États-Unis. Elle permet à la France de récupérer une partie de son or en Allemagne, dont 133 sur les 198 tonnes transférées à la Belgique.
La Banque de France est nationalisée par la loi du 2 décembre 1945 relative à la nationalisation de la Banque de France et des grandes banques et à l'organisation du crédit. Cela ne change pas fondamentalement la gestion des réserves. Dès 1945, la France vend son or pour pouvoir se fournir en biens de première nécessité. Elle vend 400 tonnes en 1945, faisant passer ses réserves sous le seuil des 1 000 tonnes. Les réserves françaises d'or atteignent leur niveau le plus bas en 1948.
Le niveau de l'or augmente à nouveau dans les années qui suivent, notamment l'aide du Plan Marshall favorise la reconstruction de l'économie française. Par précaution, la Banque de France met en sûreté plusieurs centaines de tonnes d'or à Oran et ailleurs en Afrique en 1950.
Le stock d'or se développe non seulement grâce à la reprise de la croissance, mais aussi grâce au commerce avec l'URSS. La France accepte de commercer avec les pays soviétiques, dès lors que ceux-ci paient en dollars. Des accords discrets sont décidés, et la Banque de France achète de l'or soviétique à hauteur de 200 tonnes entre mi-1955 et le printemps 1960. Lorsque la IVe République prend fin, le stock d'or de la Banque de France dépasse les 500 tonnes.

### Cinquième République

#### Présidence de Charles de Gaulle
Après 1958, le plan de Gaulle-Rueff provoque une amélioration nette de la position extérieure de la France. Les réserves officielles progressent de 2,5 puis 5 milliards de franc en deux ans. Les réserves augmentent toutefois moins que prévu car la France puise dedans pour rembourser ses dettes, notamment celles contractées avec les États-Unis pendant la guerre. Les réserves passent de -0,1 milliard de francs en 1958 à 7,2 milliards en 1959, puis 10,5 en 1960, et 15,3 en 1961. La France dispose alors de 2 000 tonnes d'or, devant le Royaume-Uni et la Suisse, derrière seulement l'Amérique et l'Allemagne, qui dispose elle de 3 400 tonnes.
Ces nouvelles réserves, dues à l'amélioration de la balance commerciale française, sont en partie stockées dans des banques centrales étrangères. Ainsi, la Réserve fédérale des États-Unis conserve pour la France une partie importante de son or ; aussi, de Gaulle demande, conformément aux accords de Bretton Woods, que les avoirs en dollars de la France soient libellés en or.
En 1965, le président Charles de Gaulle, comprenant que les États-Unis ne pourront plus très longtemps assurer la conversion libre des dollars en or, décide de retirer l'or français des réserves de la Réserve fédérale. La France dispose alors de 4 000 tonnes d'or, soit le deuxième stock mondial, devant l'Allemagne (3 900 tonnes) et le Royaume-Uni (2 000 tonnes). Il fait récupérer l'équivalent de 150 millions de dollars d'or français du pays, qui regagnent la Souterraine. Si le dollar représentait 27 % des réserves de la Banque de France en 1964, la proportion tombe à 15 % à la fin de l'année 1965. Les réserves françaises d'or atteignent 4 600 tonnes en 1967, puis leur point haut en 1968.
La crise de Mai 68, couplée au spectre de l'inflation, fait fuir les capitaux hors de France. La Banque de France est obligée de défendre le franc en dépensant environ 1 000 tonnes d'or, qui quittent ses coffres.

#### Présidence de Georges Pompidou
Georges Pompidou opère dès son arrivée au pouvoir une nouvelle dévaluation du franc, ajustant ainsi la compétitivité française. Les réserves d'or sont stabilisées à 3 100 tonnes.
Le président nouvellement élu met en œuvre une politique de libéralisation bancaire. Il supprime en juillet 1970 l'obligation pour les banques de constituer des dépôts en devises auprès du Fonds de stabilisation des changes. En octobre, l'encadrement du crédit est aboli. Les réserves de la Banque de France triplent, passant de 1 292 millions de dollars (équivalent) en août 1969 à 3 660 millions de dollars en juillet 1970.
Lors du choc Nixon, la convertibilité libre du dollar en or est suspendue, mettant fin en pratique au système de Bretton Woods. La France se trouve avantagée car elle avait déjà, sous de Gaulle, converti la plupart de ses dollars en or.

#### Présidence de François Mitterrand
En 1987, Yves Mamou de L'Expansion rapporte, dans son livre Une machine de pouvoir sur la Direction du Trésor, que la Banque de France possède à la fois des réserves officielles, inscrites à son bilan, mais aussi une « vingtaine de comptes commerciaux soigneusement disséminés aux quatre coins du monde bancaire » titulaires de leurs propres réserves de change, et qui permettent à la banque centrale de stabiliser la valeur du franc depuis l'étranger, en toute discrétion et sans que cela n'apparaisse dans son bilan.
Après la réunification allemande, l'Allemagne demande à la Banque de France de récupérer l'or que la banque avait conservé pour elle lorsque le pays était divisé en deux parties.

#### Depuis la présidence de Jacques Chirac
La France réalise ses dernières ventes de son or entre 2005 et 2009, dans le cadre du second accord de Washington. En 2004, l'or représente 56,6 % des réserves de la banque centrale, soit 3 025 tonnes d'or, le reste est constitué de devises.
En 2017, l'or représente plus de 60 % des réserves de change de la Banque de France. Ce chiffre évolue peu par la suite. L'or représente une part inférieure des réserves françaises par rapport aux Etats-Unis (75 %), l'Allemagne (71 %), l'Italie (67 %), la Russie (20 %) et la Chine (2,5 %).
|                            | Situation à fin octobre 2023 (millions d'€) |
| -------------------------- | ------------------------------------------- |
| Réserves en or             | 147 284                                     |
| Réserves nettes en devises | 29 543                                      |
| Position de réserve au FMI | 7 044                                       |
| Avoirs en DTS              | 36 223                                      |
| Autres avoirs de réserve   | 2 876                                       |
| Réserves nettes de change  | 222 970                                     |